# Gondreville (Moselle)
Pour les articles homonymes, voir Gondreville.
Gondreville est un hameau et une ancienne commune de la Moselle, rattachée à Vry depuis 1812.

## Géographie
Le hameau se situe au nord-est du pays messin.

## Toponymie
Anciennes mentions du lieu, : Gondreville (1460), Contreville (1610), Gondreville (1793), Gonetreville (1801).
Durant l'annexion allemande, le hameau est renommé Gunderweiler.

## Histoire
Dépendait des Trois-Évêchés (bailliage et coutume de Metz) et faisait partie de la paroisse de Vry. Devint ensuite un chef-lieu communal de 1790 jusqu'au 31 juillet 1812, date à laquelle ce lieu fut rattaché à la commune de Vry.

## Démographie
| 1793 | 1800 | 1806 |
| ---- | ---- | ---- |
| 196  | 229  | 312  |